# Beluga (Suchmaschine)
Beluga war eine als Suchmaschine konzipierte Rechercheplattform für Bibliotheken. Sie wurde unter der Leitung der Staats- und Universitätsbibliothek Hamburg zusammen mit sechs weiteren Hamburger wissenschaftlichen Bibliotheken entwickelt und als Drittmittelprojekt vom Hamburger E-Learning Consortium (ELCH) in den Jahren 2007 bis 2010 gefördert. Zur besseren Nachnutzbarkeit und als Grundlage für Kooperationen stellte das Folgeprojekt beluga core ab 2012 die Softwarebasis um und ist seit 2016 in der Version beluga 3.1 über die Open-Source-Software VuFind verfügbar. Aus markenrechtlichen Gründen wurde „beluga core“ umbenannt in „Qcovery“ (2021). Der beluga-Katalog wurde 2023 relauncht unter dem Namen KatalogHamburg.

## Namensgebung
Der Katalog wurde nach einer Art der Gründelwale, dem Beluga benannt. Diese gelten als sehr freundlich und sozial. Der Name soll außerdem an die Verbindung der Hansestadt Hamburg zum Meer erinnern.

## Bestand
Der Beluga-Index umfasst derzeit (Stand: 25. November 2018) 15.500.000 Buchtitel und mehrere Millionen verfügbare elektronische Aufsätze. Dabei greift er auf die Datensätze der Bibliothekssysteme folgender teilnehmenden Bibliotheken zu:
- Die Bibliotheken des beluga core-Entwicklungsverbundes: Staats- und Universitätsbibliothek Hamburg, Universitätsbibliothek Braunschweig, Universitätsbibliothek Hildesheim, Universitätsbibliothek Lüneburg[5]
- Fachbereichsbibliotheken der Universität Hamburg
- Commerzbibliothek der Handelskammer Hamburg
- Universitätsbibliothek der HafenCity Universität Hamburg
- Bibliothek der Hamburg Media School
- Hamburger Lehrerbibliothek
- Universitätsbibliothek der Helmut-Schmidt-Universität
- Hochschulinformations- und Bibliotheksservice der Hochschule für Angewandte Wissenschaften Hamburg
- Bibliothek der Hochschule für Musik und Theater Hamburg
- Staatsarchiv der Freien und Hansestadt Hamburg
- Bibliothek der Hochschule für bildende Künste Hamburg
- Deutsche Zentralbibliothek für Wirtschaftswissenschaften
- Hamburger Institut für Sozialforschung
- Universitätsbibliothek der Technischen Universität Hamburg
- Sieben Hamburger Museumsbibliotheken
- Bibliothek des Denkmalschutzamtes Hamburg
- Bibliothek der KZ-Gedenkstätte Neuengamme

## Funktionalitäten

### Einfache, erweiterte und institutsübergreifende Suche
- Assoziative Suchmöglichkeiten mit unterschiedlichen Facetten
- Relevanzranking der Ergebnisse nach bibliographischen Daten seit 2008 als Standardeinstellung
- Unterstützung bei der Formulierung von Suchanfragen durch Rechtschreibprüfung und Autokorrektur

### Export in unterschiedlichen Zitierstilen und -formaten
- EndNote
- Zotero
- MARC
- MARCXML
- RDF
- BibTeX
- Citavi

### Campuslieferdienst
Seit 2016 können Wissenschaftler der Universität Hamburg und des Universitätsklinikums Hamburg-Eppendorf nach Anmeldung und Authentifizierung Aufsätze aus Zeitschriften und Sammelwerken sowie Kapitel aus Monographien aus dem Bestand der SUB Hamburg bzw. der Ärztlichen Zentralbibliothek kostenfrei bestellen. Die Bearbeitungszeit beträgt maximal 3 Tage, und die bestellten Artikel werden als PDF per E-Mail geliefert. Der Dienst wurde 2020 in den lokalen Katalog der SUB Hamburg (Katalogplus) umgezogen.

### Erstellen und Verwalten von persönlichen Literaturlisten
Seit 2009 können Nutzer unter ihrem persönlichen Benutzerkonto Literaturlisten erstellen und verwalten. Diese könne individuell benannt werden, die gespeicherte Literatur kann mit Tags verknüpft werden. Dabei kann der Nutzer entscheiden, ob seine Listen öffentlich oder privat gespeichert werden.
Eine weitere Funktion ermöglicht es, auch unter der anonymisierten Nutzung, Literatur in einer sogenannten „Merkliste“ zu sammeln. Im Gegensatz zu den persönlichen Literaturlisten wird diese Sammlung jedoch nach Schließen des Browsers wieder gelöscht. Ferner können bei beiden Funktionen die bibliographischen Informationen per E-Mail versendet oder in den unterschiedlichen Zitierstilen und Formaten exportiert werden.

### Nutzerfreundlichkeit
Beluga orientiert sich an der Funktionsweise von Google. Das Projekt wurde wiederholt durch Fokusgruppen sowie Usability-Tests begleitet. Zum Zweck der wissenschaftlichen Neutralität wurde auf kommerzielle Quellen für Buchcover und Rezensionen verzichtet. Während der fortlaufenden Entwicklung und Anpassung der Software wurden die Relevanzsortierung, die Verfügbarkeitsinformationen und die optimale Darstellung der Treffer aus Discovery-Indexen und lokalen Katalogbeständen an die Nutzerbedürfnisse angepasst. 2015 wurde mit beluga 3.0 ein responsives Design eingeführt und in Zusammenarbeit mit einem Projektseminar der Hochschule für Angewandte Wissenschaften Hamburg (HAW) hinsichtlich Benutzerfreundlichkeit getestet.

### Weitere Funktionalitäten
- Anzeige der Verfügbarkeit für alle beteiligten Bibliotheken
- Automatische Verknüpfung mit verschiedenen E-Learning-Systemen
- Einbindung in soziale Netzwerke

## Systemarchitektur
Die Eigenentwicklung basiert auf den Open-Source-Projekten Solr, Catalyst und refbase. Das verwendete Metadatenformat ist Dublin Core und Literaturzitate werden nach der Empfehlung des OpenURL-Framework erzeugt. Bibliografische Informationen wie OCLC/PICA werden mit Lernmanagementsystemen und sozialen Netzwerken verknüpft. Es wurde eine agile Softwareentwicklung verwendet, um die Anwender früh im Entwicklungsprozess mit ein zu beziehen. Für die Anbindung weiterer Bibliotheken wurde Primo Central eingesetzt. In Zusammenarbeit mit effective Webwork GmbH entwickelte beluga core neben einem responsiven Webdesign (belugaX) weitere Verbesserungen wie eine hohe Konfigurierbarkeit der Module. Das Projekt wird fortlaufend auf GitHub dokumentiert.

### Schnittstellen
Literaturlisten und digitale Texte werden als gezippte IMS Content-Pakete im XML-Format oder als XSL-Datei in die verschiedenen Lernmanagementsysteme (LMS) der Hamburger Hochschulen übertragen und weiter genutzt (CommSy, Moodle, Stud.IP und OLAT).
Für die Verfügbarkeit von verschiedenen Zitierstilen und Exportformaten nutzt Beluga den unAPI-Server der Göttinger Verbundzentrale des gemeinsamen Bibliotheksverbundes. Hier werden die meist im PICA-Format bereitgestellten bibliografischen Daten zunächst in das offene MODS-Format konvertiert und anschließend generiert das OpenSource-Tool refbase aus dem MODS-Daten alle gängigen Zitierstile und Exportformate.
Mittels des unter der GNU General Public License stehenden Moduls VuFind ist auch die Anbindung von Bibliotheken außerhalb Hamburgs möglich. Der kooperative Ansatz führte zu einer Zusammenarbeit der Staats- und Universitätsbibliothek Hamburg mit der Universitätsbibliothek Braunschweig, der Universitätsbibliothek Hildesheim und der Universitätsbibliothek Lüneburg sowie der effective Webwork GmbH. Zusätzlich wurde es auch an das Hamburger Lernmanagementsystem (LMS) angebunden.

## Zukünftige Pläne
Beluga wird ständig weiterentwickelt und soll auch zukünftig um neue Funktionen erweitert werden. Bisher wurde über eine unmittelbare Einbettung der Ausleihfunktionen in Beluga nachgedacht, sodass die Nutzer die Plattform nicht mehr für Bestellungen verlassen müssen. Weitere offene Fragen bleiben das thematische Browsing, die inhaltliche Durchsuchbarkeit der Aufsätze und die Sacherschließungsinformationen der Bestände nach Regensburger Verbundklassifikation und die Schaffung einer Beluga-App zur genauen Navigation an die Standorte der Medien. Für Anfang 2019 ist der Release von Beluga Core 5 basierend auf VuFind 5 sowie der Abschluss der Verbesserungsarbeiten an den Verfügbarkeitsinformationen geplant.